# 日本の企業一覧 (マンション管理会社)
日本の企業一覧（マンション管理会社）は、分譲マンションの管理組合から委託を受けて管理事務を行う日本の企業の一覧。

マンションの管理の適正化の推進に関する法律第44条の登録を受けてマンション管理業を営む、受託管理戸数1万戸以上の会社。

## ア行
- 朝日管理
- 穴吹コミュニティ
- 穴吹ハウジングサービス
- あなぶきセザールサポート
- アパコミュニティ
- 伊藤忠アーバンコミュニティ
- エステム管理サービス
- エスリード管理
- エフ・ジェー・コミュニティ
- エムエムエスマンションマネージメントサービス
- エム・シー・サービス
- オークラハウジング

## カ行
- 近鉄住宅管理
- クレアスコミュニティー
- グローバルコミュニティ
- 合人社計画研究所
- ゴールドクレストコミュニティ
- 互光建物管理
- コミュニティサービス
- コミュニティワン（旧ダイアコミュニティサービス）

## サ行
- サニーライフ
- 秀栄興産
- 神鋼不動産ジークレフサービス
- 新日本管財
- スカイサービス
- 住商建物
- 住友不動産建物サービス
- 星光ビル管理
- セイビ・コミュニティ
- 積水ハウスGMパートナーズ
- 総合ハウジングサービス
- 双日総合管理
- 相鉄リビングサポート

## タ行
- 大京アステージ
- 大成有楽不動産
- 太平洋興発
- 大和地所コミュニティライフ
- 大和ライフネクスト（旧ダイワサービス、コスモスライフ）
- 宝コミュニティサービス
- 建物最適管理
- トーメン建物管理
- トーシンコミュニティ
- 東急コミュニティー
- 東京互光
- 東京建物アメニティサポート
- 東福互光
- 東洋コミュニティサービス

## ナ行
- ナイスコミュニティー
- 浪速管理
- 日神管財
- 日鉄コミュニティ
- 日本エスエム
- 日本管財
- 日本住宅管理
- 日本総合住生活
- 日本ネットワークサービス
- 日本ハウズイング
- 日本ビルサービス
- 野村不動産パートナーズ

## ハ行
- 長谷工コミュニティ
- 長谷工コミュニティ九州
- 長谷工スマイルコミュニティ
- 阪急阪神ハウジングサポート
- 伏見管理サービス
- フージャースリビングサービス
- ホームライフ管理

## マ行
- マリモコミュニティ
- ミソノサービス
- 三井物産フォーサイト
- 三井不動産レジデンシャルサービス
- 三井不動産レジデンシャルサービス関西
- 三菱地所コミュニティ（旧北海道ベニーエステート、旧三菱地所丸紅住宅サービス）
- 名鉄コミュニティライフ
- 明和管理
- モリモトクオリティ

## ヤ行
- ユニオン・シティサービス

## ラ行
- ライフポート西洋
- レーベンコミュニティ
- 菱サ・ビルウェア

## ワ行
- 和光建物総合管理